# 普拉巴特·库马尔 (外交官)
普拉巴特·库马尔（英語：Prabhat Kumar，1967年5月6日—），印度外交官，現任印度駐南非高級專員。

## 經歷
普拉巴特·库马尔生於1967年5月6日。
1991年9月，加入印度外事服務。
2023年8月2日，出任印度駐南非高級專員。